# Az állomásfőnök
Az állomásfőnök (eredeti cím: The Station Agent) 2003-ban bemutatott amerikai filmvígjáték-dráma, melyet Tom McCarthy írt és rendezett. A főbb szerepekben Peter Dinklage, Bobby Cannavale, Patricia Clarkson és Michelle Williams látható. 
A film költségvetése 500 ezer dollár volt, bevétele pedig 8 679 814 dollár.

## Cselekmény
Finbar McBride magának való fickó, szerény és visszahúzódó. Törpenövése miatt az emberek sokszor zaklatják őt, de ő már megszokta. Mikor megörököl fél hold földet és egy rozzant állomásépületet, úgy dönt, hogy kivonul a világból és elköltözik a ritkán lakott helyre, ahol egyetlen társa a csend. Már az első napon megzavarják békés egyedüllétét, és a nyakára kezdenek járni. Barátkozni akarnak vele, aminek hatására Finbar élete új kerékvágásba kerül.

## Szereplők
- Peter Dinklage – Finbar McBride
- Bobby Cannavale – Joe Oramas
- Patricia Clarkson – Olivia Harris
- Michelle Williams – Emily
- Paul Benjamin – Henry Styles
- Josh Pais – Carl
- Richard Kind – Louis Tiboni
- Jayce Bartok – Chris
- John Slattery – David